# Ахметка (Гафурийский район)
Ахме́тка (баш. Әхмәт) — деревня в Гафурийском районе Республики Башкортостан Российской Федерации. Входит в состав Табынского сельсовета. 

## География

### Географическое положение
Находится на берегу реки Белой.
Расстояние до:
- районного центра (Красноусольский): 22 км,
- центра сельсовета (Архангельское): 2 км,
- ближайшей ж/д станции (Белое Озеро): 40 км.

## Население
| 2002 | 2009 | 2010 |
| ---- | ---- | ---- |
| 84   | ↘72  | ↘53  |

### Национальный состав
Согласно переписи 2002 года, преобладающие национальности — русские (48 %), чуваши (38 %).